# Harold D. Schuster
Harold Schuster (Cherokee, 1º agosto 1902 – Westlake Village, 19 luglio 1986) è stato un regista e montatore statunitense.

## Biografia
Iniziò la carriera cinematografica come attore per la Keystone, ma ben presto passò a lavorare al montaggio e vi restò per dieci anni, firmando alcuni film importanti fra i quali Aurora (1927) di Friedrich Wilhelm Murnau.
Nel 1937 decise di dedicarsi alla regia. Fra i suoi film si ricordano Flicka (1943) e Tanto caro al mio cuore (1949), entrambi tipiche opere di formazione di quegli anni. Dal 1954 lavorò anche per la televisione girando episodi di numerose serie fra le quali Lassie. Si ritirò dalle scene nel 1966 e motivo vent'anni dopo.

## Filmografia

### Montatore
- Aurora (Sunrise: A Song of Two Humans), regia di Friedrich Wilhelm Murnau (1927)
- I quattro diavoli (4 Devils), regia di Friedrich Wilhelm Murnau (1928)
- Giustizia dei ghiacci (Frozen Justice), regia di Allan Dwan (1929)
- La perla di Hawaii (South Sea Rose), regia di Allan Dwan (1929)
- Such Men Are Dangerous, regia di Kenneth Hawks (non accreditato) (1930)
- Il bel contrabbandiere (Women Everywhere), regia di Alexander Korda (1930)
- La spia (Renegades), regia di Victor Fleming (1930)
- Rinascita (The Man Who Came Back), regia di Raoul Walsh (1931)
- Don't Bet on Women, regia di William K. Howard (1931)
- Always Goodbye, regia di Kenneth MacKenna, William Cameron Menzies (1931)
- Skyline, regia di Sam Taylor (1931)
- Ambassador Bill, regia di Sam Taylor (1931)
- La lotteria del diavolo (Devil's Lottery), regia di Sam Taylor (1932)
- Almost Married, regia di William Cameron Menzies (1932)
- Chandu the Magician, regia di William Cameron Menzies, Marcel Varnel (1932)
- A Passport to Hell, regia di Frank Lloyd (1932)
- Sangue ribelle (Call Her Savage), regia di John Francis Dillon (1932)
- Dangerously Yours, regia di Frank Tuttle (1933)
- Zani (Zoo in Budapest), regia di Rowland V. Lee (1933)
- La strana realtà di Peter Standish (Berkeley Square), regia di Frank Lloyd (1933)
- Susanna (I Am Suzanne!), regia di Rowland V. Lee (1933)
- All Men Are Enemies, regia di George Fitzmaurice (1934)
- Now I'll Tell, regia di Edwin J. Burke (1934)
- Marie Galante, regia di Henry King (1934)
- Helldorado, regia di James Cruze (1935)
- Ritornerà primavera (One More Spring) di Henry King (1935)
- The Farmer Takes a Wife, regia di Victor Fleming - (con il nome Harold Schuster) (1935)

### Regista
- Sangue gitano (Wings of the Morning) (1937)
- Pranzo al Ritz (Dinner at the Ritz) (1937)
- Swing That Cheer (1938)
- Exposed (1938)
- One Hour to Live (1939)
- Framed (1940)
- Zanzibar (1940)
- Ma, He's Making Eyes at Me (1940)
- South to Karanga (1940)
- Diamond Frontier  (1940)
- Small Town Deb (1941)
- Queer Cargo (1941)
- A Very Young Lady (1941)
- On the Sunny Side (1942)
- The Postman Didn't Ring (1942)
- Girl Trouble (1942)
- Flicka (My Friend Flicka)- (con il nome Harold Schuster) (1943)
- Bomber's Moon -(con il nome Charles Fuhr) (1943)
- L'azione continua (Marine Raiders) - (con il nome Harold Schuster) (1944)
- Breakfast in Hollywood (con il nome Harold Schuster) (1946)
- The Tender Years (con il nome Harold Schuster) (1948)
- Tanto caro al mio cuore (So Dear to My Heart) - (con il nome Harold Schuster) (1948)
- Kid Monk Baroni - (con il nome Harold Schuster) (1952)
- Jack Slade l'indomabile (Jack Slade) - (con il nome Harold Schuster) (1953)
- La morsa si chiude (Loophole) (1954)
- Rischio sicuro (Security risk) (1954)
- Port of Hell (1954)
- Tarzan nella giungla proibita (Tarzan's Hidden Jungle) (con il nome Harold Schuster) (1955)
- Tenebrosa avventura (Fingerman) - (con il nome Harold Schuster) (1955)
- La rosa gialla del Texas (The Returns of Jack Slade) - (con il nome Harold Schuster) (1956)
- Massacro ai grandi pozzi (Dragons Wells Massacre) (con il nome Harold Schuster) - (1957)
- La città del ricatto (Portland Expose) - (con il nome Harold Schuster) (1957)
- The Power of the Resurrection - (con il nome Harold Schuster) (1958)
- Courage of Black Beauty (1958)
- Ai confini della realtà - (Serie TV - con il nome Harold Schuster) (1962)

### Attore
- Il cavallo d'acciaio (The Iron Horse), regia di John Ford (non accreditato) (1924)